# Kupol Avrora
Die Kupol Avrora (englische Transkription von russisch Купол Аврора Kupol Awrora, deutsch ‚Aurorakuppel‘) ist eine Eiskuppel im Schelfeisgürtel an der Prinzessin-Martha-Küste des ostantarktischen Königin-Maud-Lands.
Russische Wissenschaftler benannten sie.